# 樊作楷
樊作楷（1918年11月2日—2004年10月1日），湖北省应城县（现应城市）城关镇人。中华人民共和国外交部部长助理。

## 生平
建国前长期在华东局工作。1937年至1938年在鄂中参加游击战争，建立抗日游击武装。历任中共湖北京应县委组织委员；应城县委委员、常委、社会部长；中共应西县委书记、应城县委书记、京安应中心县委书记。1946年中原突围时，根据上级指示，秘密转移到上海，从事地下工作。任山东边北地委委员、统战部长、华东局社会部组织部长、应城县委书记。1950年-1965年，任湖北孝感地委委员、公安处长、副专员、专员、湖北孝感地委书记兼专员、武汉市委常委、副市长、湖北省委秘书长。1965年-1978年，先后担任中华人民共和国驻索马里、马里大使。
1978年-1987年，外交部党组成员、部长助理、中华人民共和国驻伊朗大使。1987年，钓鱼台经济开发公司董事长。1991年以后，担任中国国际公共关系协会副会长和顾问。
2004年10月1日在北京逝世，享寿86岁。